# إيست دبلن
إيست دبلن (بالإنجليزية: East Dublin, Georgia) هي مدينة تقع في مقاطعة لورنز، جورجيا بولاية جورجيا في الولايات المتحدة. تبلغ مساحة هذه المدينة 7.7 (كم²)، وترتفع عن سطح البحر 76 م، بلغ عدد سكانها 2484 نسمة في عام 2010 حسب إحصاء مكتب تعداد الولايات المتحدة.

## وصلات خارجية
- Cities & Counties - Georgia.gov